# The Heart of Bonita
Pour plus de détails, voir Fiche technique et Distribution.
The Heart of Bonita (littéralement, (Le Cœur de Bonita) est un film muet américain réalisé par Lynn Reynolds, sorti en 1916.

## Fiche technique
- Titre : The Heart of Bonita
- Réalisation : Lynn Reynolds
- Scénario : Lynn Reynolds
- Producteur :
- Société de production :  Universal Film Manufacturing Company
- Société de distribution :  Universal Film Manufacturing Company
- Pays d'origine :  États-Unis
- Langue : film muet avec les intertitres en anglais
- Métrage : 600 m (2 bobines)
- Format : Noir et blanc — 35 mm — 1,33:1 — Muet
- Genre : Film dramatique
- Durée : 20 minutes
- Dates de sortie : 
  -  États-Unis : 2 mars 1916

## Distribution
- Myrtle Gonzalez : Bonita Romero
- Walter Belasco (en) : Julian Romero
- Marjorie Lake : Doña Maria
- Fred Church : Francisco Sanchez
- Val Paul (en) : Herbert Brennan
- Alfred Allen : William Kern
- Betty Rogers : Dorothy Kern
- William Brunton : Juan, un serviteur